# Rosenthal (Hessen)
Rosenthal ist eine Stadt im Südosten des Landkreises Waldeck-Frankenberg in Hessen, Deutschland.

## Geografie
Rosenthal liegt im Burgwald südöstlich von Frankenberg.

### Nachbargemeinden
Rosenthal grenzt im Norden an die Gemeinde Burgwald, im Osten an die Stadt Gemünden (beide im Landkreis Waldeck-Frankenberg), im Südosten an die Gemeinde Wohratal, im Süden an die Städte Rauschenberg und Wetter, sowie im Westen an die Gemeinde Münchhausen (alle im Landkreis Marburg-Biedenkopf).

### Stadtgliederung

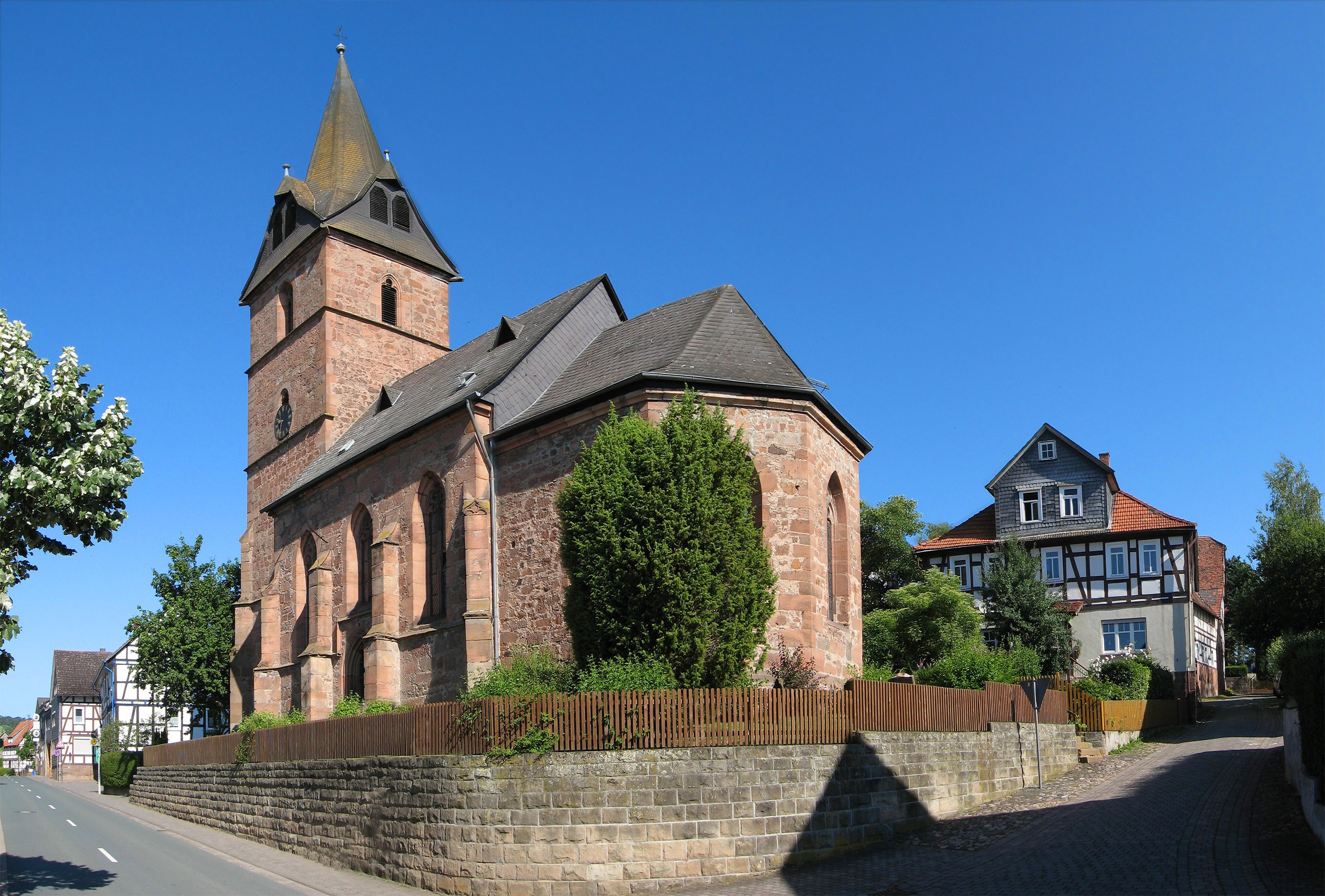
Die Kirche in Rosenthal

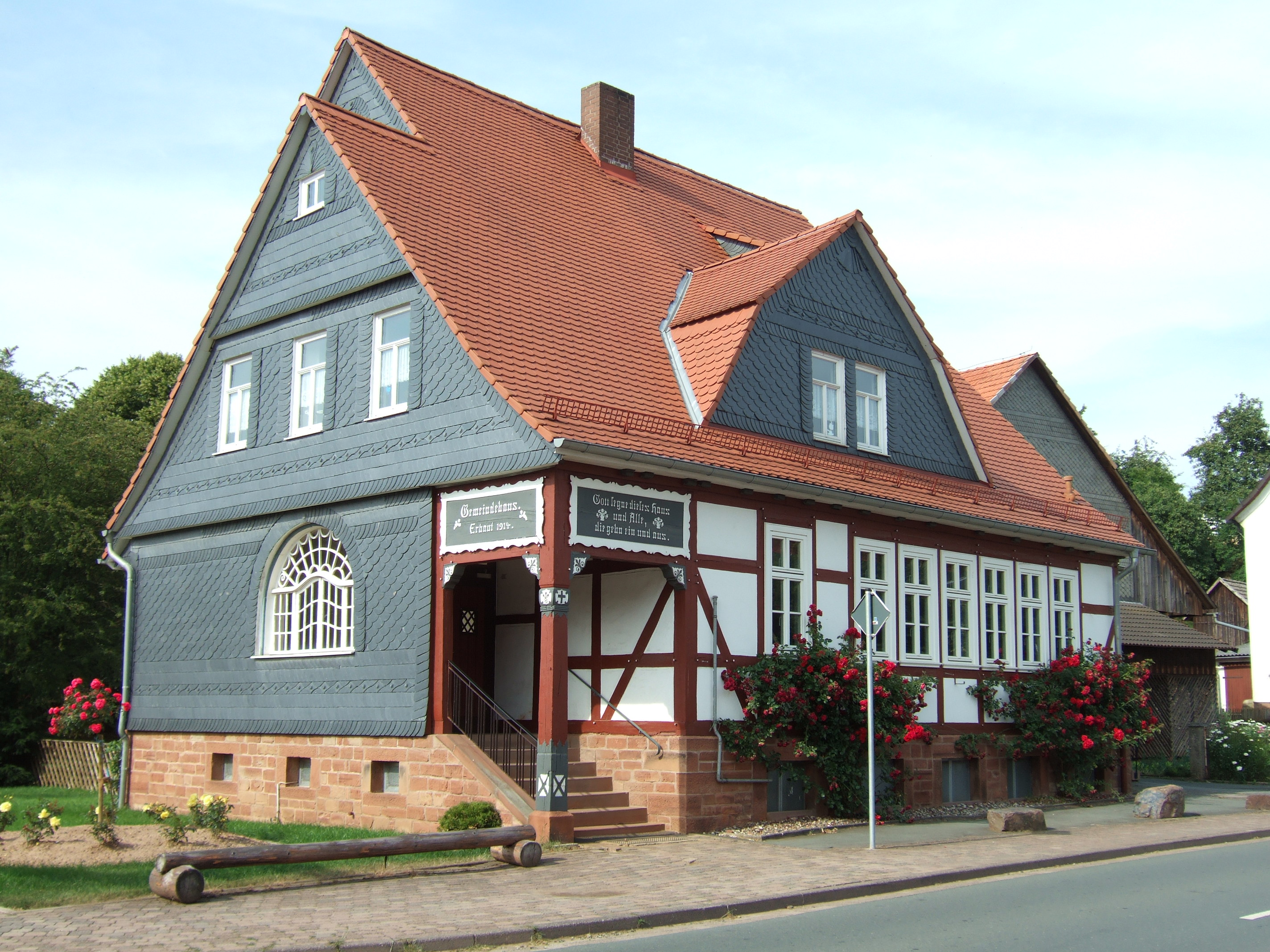
Evangelisches Gemeindehaus aus dem Jahr 1914

- Rosenthal
- Roda
- Willershausen

## Geschichte
Der Kernort Rosenthal wurde um 1327 vom Mainzer Erzbischof Matthias von Buchegg als mainzischer Vorposten gegen die Landgrafschaft Hessen und die Grafschaft Ziegenhain gegründet, mit einer (um 1800 abgerissenen) Burg bewehrt und so zum Mittelpunkt des gleichnamigen Amtes ausgebaut. Das Gericht Bentreff wurde nach Rosenthal verlegt und bereits 1343 wurde Rosenthal erstmals als Stadt (Oppidum) erwähnt. Nach dem Ende der hessisch-mainzischen Auseinandersetzungen 1427 kam Rosenthal im Zuge der Mainzer Stiftsfehde 1464 zunächst als Pfandschaft zur Landgrafschaft Hessen. Nach dem Merlauer Vertrag wurde es 1583 schließlich vollständig an Hessen-Marburg abgetreten. Am 16. März 1595 brannte Rosenthal vollständig ab. Nach dem Aussterben der hessischen Nebenlinie zu Marburg gelangte Rosenthal 1604 in den Besitz der Landgrafschaft Hessen-Kassel, mit der es 1866 an Preußen fiel. Während des kurzlebigen Königreichs Westphalen (1806–1813) war Rosenthal Verwaltungssitz des Kantons Rosenthal. Bis 1932 bestand das Amtsgericht Rosenthal.
Fragwürdige Berühmtheit erlangte die Stadt im Jahre 1688 durch die letzten Hexenverbrennungen in Hessen.

### Hessische Gebietsreform
Im Rahmen der hessischen Gebietsreform wurden am 1. April 1972 die bis dahin selbstständigen Gemeinden Roda und Willershausen nach Rosenthal eingemeindet.

## Politik

### Stadtverordnetenversammlung
Die Kommunalwahl am 14. März 2021 lieferte folgendes Ergebnis, in Vergleich gesetzt zu früheren Kommunalwahlen:

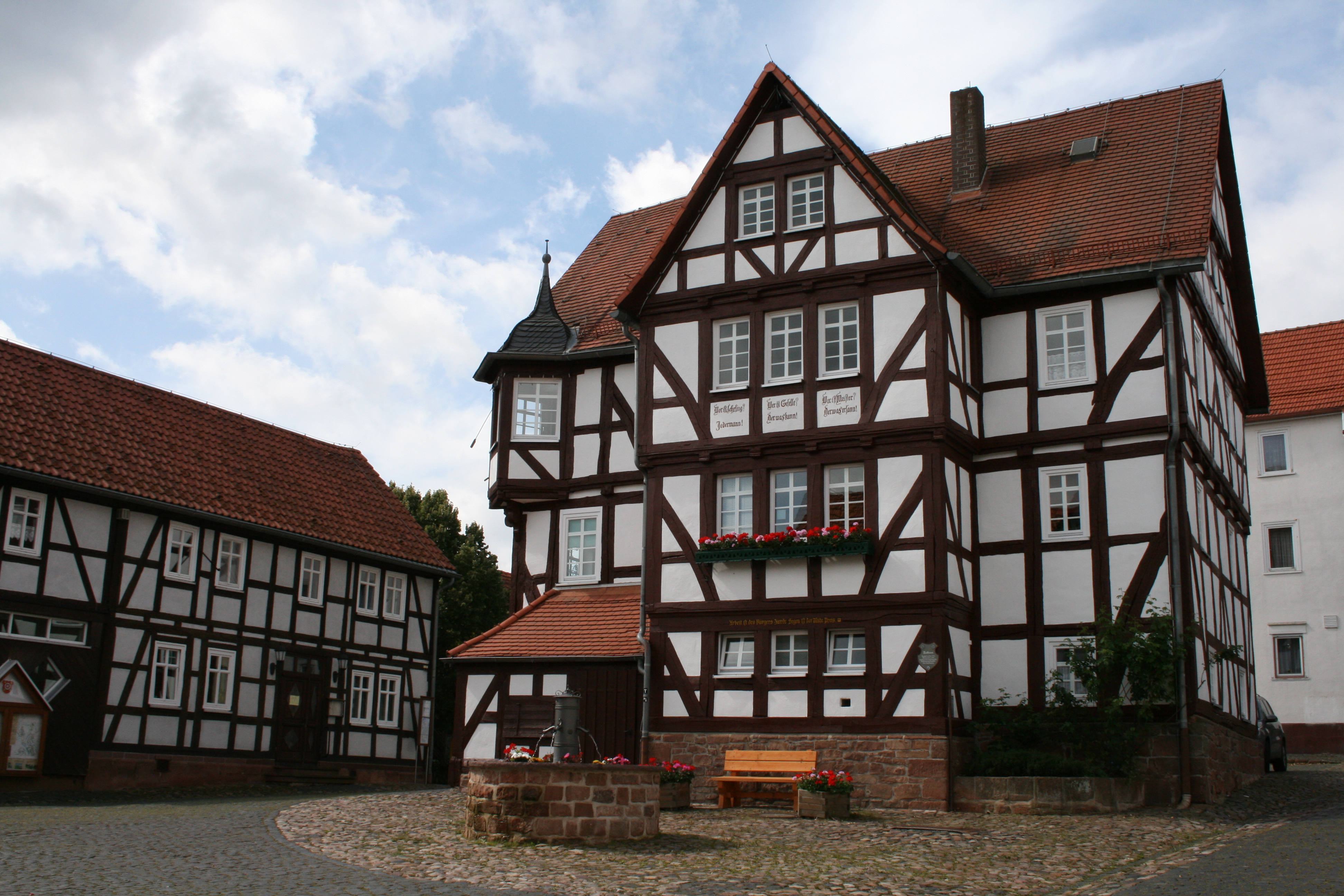
Rathaus

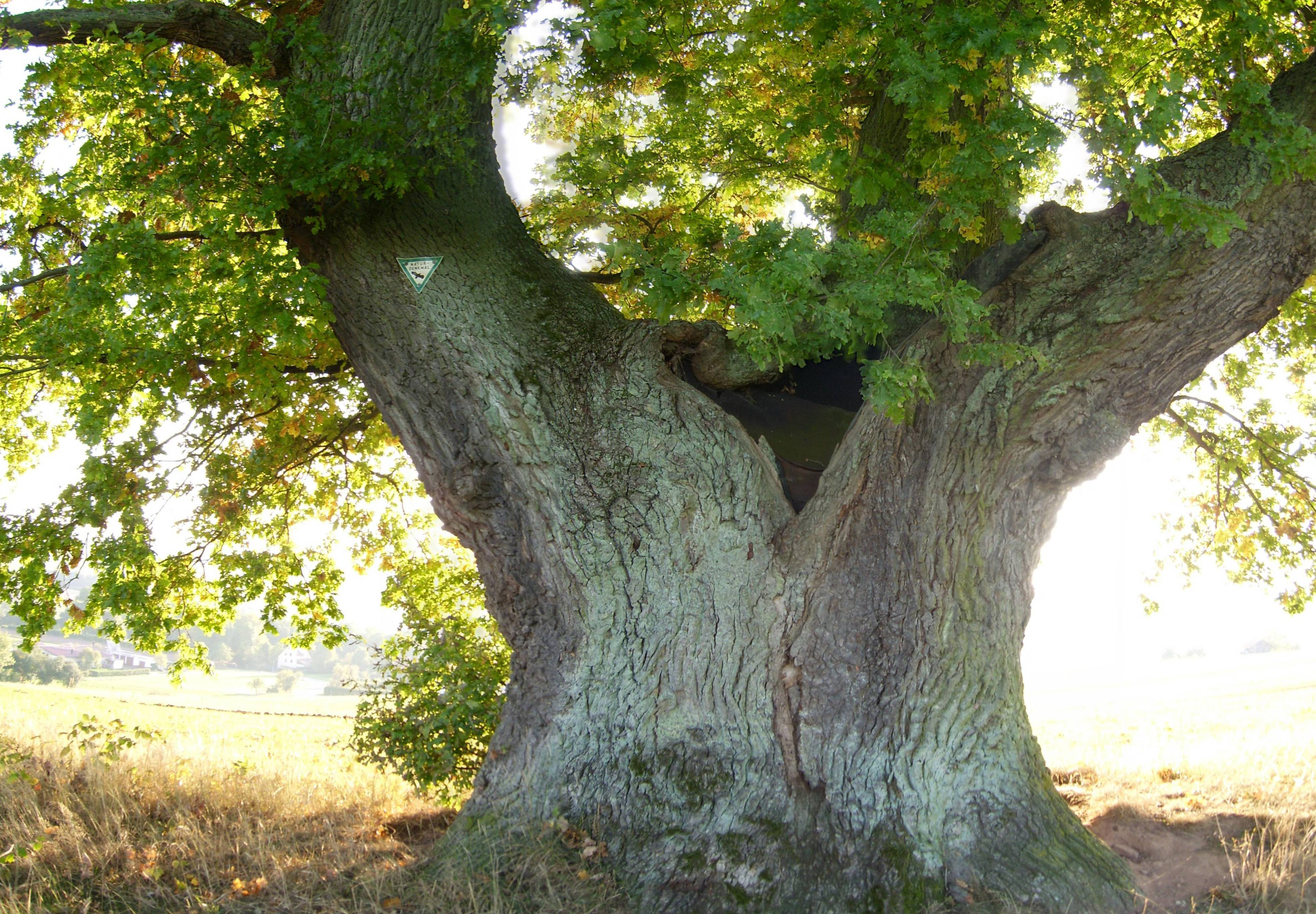
Gerichtseiche am Galgenberg

| Stadtverordnetenversammlung – Kommunalwahlen 2021                                                                  | Stadtverordnetenversammlung – Kommunalwahlen 2021           |
| --- | ----------------------------------------------------------- |
| Stimmenanteil in % 50403020100 37,9 (+12,2)37,2 (−8,6)25,0 (−3,5) FDPCDUBLRc20162021Anmerkungen:c Bürgerliste Roda | SitzverteilungInsgesamt 15 Sitze - BLR: 4 - CDU: 5 - FDP: 6 |

| Parteien und Wählergemeinschaften | Parteien und Wählergemeinschaften           | % 2021 | Sitze 2021 | % 2016 | Sitze 2016 | % 2011 | Sitze 2011 | % 2006 | Sitze 2006 | % 2001 | Sitze 2001 |
| FDP                               | Freie Demokratische Partei                  | 37,9   | 6          | 25,7   | 4          | 20,6   | 3          | 23,5   | 3          | 11,1   | 2          |
| CDU                               | Christlich Demokratische Union Deutschlands | 37,2   | 5          | 45,8   | 7          | 44,6   | 7          | 43,6   | 7          | 40,7   | 6          |
| BLR                               | Bürgerliste Roda                            | 25,0   | 4          | 28,5   | 4          | 34,9   | 5          | 32,9   | 5          | 21,1   | 3          |
| SPD                               | Sozialdemokratische Partei Deutschlands     | —      | —          | —      | —          | —      | —          | —      | —          | 27,1   | 4          |
| Gesamt                            | Gesamt                                      | 100,0  | 15         | 100,0  | 15         | 100,0  | 15         | 100,0  | 15         | 100,0  | 15         |
| Wahlbeteiligung in %              | Wahlbeteiligung in %                        | 63,1   | 63,1       | 53,6   | 53,6       | 52,4   | 52,4       | 55,8   | 55,8       | 60,7   | 60,7       |

### Bürgermeister
Nach der hessischen Kommunalverfassung wird der Bürgermeister für eine sechsjährige Amtszeit gewählt, seit dem Jahr 1993 in einer Direktwahl, und ist Vorsitzender des Magistrats, dem in der Stadt Rosenthal neben dem Bürgermeister ehrenamtlich ein Erster Stadtrat und vier weitere Stadträte angehören. Bürgermeister ist seit dem 1. März 2022 Stefan Jakob (CDU), der in der Kommunalpolitik bis dahin Fraktionsvorsitzender seiner Partei war. Er wurde als Nachfolger von Hans Waßmuth (CDU), der nach drei Amtszeiten nicht wieder kandidiert hatte, am 26. September 2021 im ersten Wahlgang ohne Gegenkandidaten bei 76,72 Prozent Wahlbeteiligung mit 82,02 Prozent der Stimmen gewählt.
Amtszeiten der Bürgermeister
- 2022–2028 Stefan Jakob (CDU)[9]
- 2004–2022 Hans Waßmuth (CDU)[10]
- 1995–2004 Holger Straub
- 1989–1995 Werner A. Barth[13]

### Wappen
Am 17. Mai 1983 genehmigte der Hessische Minister des Innern das Wappen mit folgender Beschreibung:
| Wappen von Rosenthal (Hessen) | Blasonierung: „Im roten Schild ein sechsspeichiges silbernes Rad, begleitet oben und unten zu beiden Seiten von je einer fünfblättrigen goldenen Rose mit blauem Butzen und grünen Kelchblättern“ |
| Wappen von Rosenthal (Hessen) | Wappenbegründung: Das Stadtwappen erinnert an die Gründung der Stadt durch den Erzbischof von Mainz, Matthias von Buchegg. Das Bistumswappen (Mainzer Rad) wurde um die Rosen aus dem Familienwappen des Erzbischofs ergänzt. Das älteste Siegel der Stadt stammt aus dem Jahr 1350, ist aber vermutlich um 1330 entstanden. Das Wappen wurde im 15. Jahrhundert geändert, von da an umgab ein Rosenkranz das Rad. Bis 1972 war das Wappen etwas anders, mit drei Rosen, die vom Rad hervorkamen. |

## Sehenswürdigkeiten
- Gerichtseiche am Galgenberg (eigentlich Gänseberg) mit einem Umfang von 7,39 m (2014).[15]

## Persönlichkeiten
- Georg Wilhelm Althaus (1799–1876), Mitglied der kurhessischen Ständeversammlung
- Heinrich Hildebrand (1866–1940), deutscher Rechtsmediziner
- Ernst Kornemann (1868–1946), deutscher Althistoriker
- Fritz Kupfrian (1879–1953), Bürgermeister und Mitglied des Provinziallandtages der Provinz Hessen-Nassau
- Georg Philipp Löber (1820–1876), Gutsbesitzer und Mitglied der kurhessischen Ständeversammlung
- Karl Mengel (1900–1975), hessischer Politiker (CDU)
- Konrad Mengel (1929–2012), deutscher Hochschullehrer für Pflanzenernährung
- Adam Ludwig von Ochs (1759–1823), kurhessischer General und Diplomat